# Литовско-мексиканские отношения
Литовско-мексиканские отношения — двусторонние дипломатические отношения между Литвой и Мексикой. Обе страны являются членами Организации экономического сотрудничества и развития.

## История
С 1900 по 1950 год произошли первые контакты между странами, после иммиграции более 700 литваков в Мексику. В 1918 году Литва получила независимость после окончания Первой мировой войны (1914—1918), спустя 123 года нахождения в составе Российской империи. 5 мая 1921 года Мексика признала независимость Литвы. Страны установили дипломатические отношения 31 мая 1938 года в Вашингтоне, после подписания Договора о дружбе. Во время Второй мировой войны (1939—1945) Литва была оккупирована как Гитлеровской Германией, так и Советским Союзом, а после окончания войны Литва стала одной из союзных республик СССР. Мексика была одной из немногих стран, осудивших и не признавших советское присоединение территории Литвы.
В марте 1990 года Литва провозгласила независимость перед распадом Советского Союза. Мексика признала независимость Литвы и восстановила дипломатические отношения с этой страной 5 ноября 1991 года. С тех пор Мексика представляет свои интересы в Литве через посольство в Стокгольме, а интересы Литвы в Мексике представлены из посольства в Вашингтоне.
В январе 2002 года президент Литовской Республики Валдас Адамкус стал первым главой страны, посетившим с официальным визитом Мексику, его сопровождал министр иностранных дел Антанас Валионис. Во время визита Валдас Адамкус встретился с президентом Мексики Висенте Фоксом, они обсудили политическое взаимодействие и сотрудничество на высшем уровне. В июне 2002 года в Вильнюсе состоялась первая встреча из двусторонних политических консультаций между Литвой и Мексикой под сопредседательством государственного секретаря министерства иностранных дел Литвы Эвалдаса Игнатавичюса и заместителя министра иностранных дел Мексики Мигеля Марина. В феврале 2003 года Мексика открыла почетное консульство в Вильнюсе. В 2008 году президент Валдас Адамкус осуществил второй визит в Мексику и провёл переговоры с президентом Фелипе Кальдероном.
В 2009 году министр иностранных дел Мексики Патрисия Эспиноса и министр иностранных дел Литвы Вигаудас Ушацкас встретились в ходе 119-й сессии Комитета министров Совета Европы, проходившей в Мадриде, для создания проекта дипломатического обмена с Латинской Америкой.
В 2018 году в Мехико состоялись торжества по случаю столетия независимости Литвы, в котором приняли участие посол Литвы, аккредитованный в Мексике и проживающий в Соединённых Штатах Америки, а также представители литовско-мексиканской общины.

## Двусторонние соглашения
Страны подписали несколько двусторонних соглашений, таких как: Договор о дружбе (1938 год); Соглашение о сотрудничестве в области образования, культуры, искусства и спорта (2002 год); Соглашение об отмене виз в дипломатических и служебных паспортах (2002 год) и Соглашение о предотвращении двойного налогообложения и предотвращении уклонения от уплаты налогов в области подоходного налога и протокол к нему (2012 год).

## Торговля
В 1997 году Мексика подписала соглашение о свободной торговле с Европейским союзом (в который входит Литва). В 2018 году объём товарооборота между странами составил сумму 70,6 млн долларов США. Экспорт Литвы в Мексику: бензин, корм для животных, радионавигационное оборудование и автомобильные запчасти. Экспорт Мексики в Литву: терефталевая кислота и текила. Мексиканская многонациональная компания Cemex представлена в Литве под управлением Akmenės Cementas.

## Дипломатические представительства
- Литва представляет свои интересы в Мексике через посольство в Вашингтоне, а также имеет почётное консульство в Мехико[8].
- Интересы Мексики в Литве представлены из посольства в Стокгольме, кроме того имеется почётное консульство в Вильнюсе[9].